# ヴラディミール・ダリダ
ヴラディミール・ダリダ（Vladimír Darida, 1990年8月8日 - ）は、チェコ・カルロヴィ・ヴァリ州出身のサッカー選手。アリス・テッサロニキ所属。ポジションはMF。

## 経歴
2010年にFCヴィクトリア・プルゼニでプロデビューを果たした。2013年8月、SCフライブルクに移籍。
2015年7月、ヘルタ・ベルリンへ完全移籍。
2022年12月、アリス・テッサロニキへ移籍。

## 代表歴
U-21のチェコ代表を経験した後、UEFA EURO 2012のメンバーに選出され、2012年5月26日のイスラエルとの親善試合でA代表デビュー。2015年9月6日のUEFA EURO 2016予選、ラトビア戦で代表初得点を挙げた。

### 代表戦での得点
2020年11月15日現在
| #  | 開催日         | 会場                           | 対戦国         | 得点 | 結果 | 大会                          |
| -- | -------------- | ------------------------------ | -------------- | ---- | ---- | ----------------------------- |
| 1. | 2015年9月6日   | スコント・スタディオン         | ラトビア       | 2–0  | 2–1  | UEFA EURO 2016予選            |
| 2. | 2017年3月26日  | サンマリノ・スタジアム         | サンマリノ     | 2–0  | 6–0  | 2018 FIFAワールドカップ予選   |
| 3. | 2017年3月26日  | サンマリノ・スタジアム         | サンマリノ     | 6–0  | 6–0  | 2018 FIFAワールドカップ予選   |
| 4. | 2017年9月1日   | シノー・ティップ・アレナ       | ドイツ         | 1–1  | 1–2  | 2018 FIFAワールドカップ予選   |
| 5. | 2019年9月10日  | スタディオン・ポド・ゴリツォム | モンテネグロ   | 3–0  | 3–0  | UEFA EURO 2020予選            |
| 6. | 2019年10月14日 | レトナ・スタジアム             | 北アイルランド | 1–3  | 2–3  | 親善試合                      |
| 7. | 2020年10月7日  | AEKアレナ                      | キプロス       | 2–1  | 2–1  | 親善試合                      |
| 8. | 2020年11月15日 | トゥサン・アレナ               | イスラエル     | 1–0  | 1–0  | UEFAネーションズリーグ2020-21 |